# Lisa Thornhill
Lisa Thornhill est une actrice américaine, née le 30 septembre 1966 à Hardinsburg, Kentucky.

## Biographie
Thornhill est née à Hardsinsburg, Kentucky, dans la famille de J.C. Thornhill et Lynda Beauchamp Thornhill. Elle a une sœur.

## Filmographie

### Cinéma
- 1996 : Power 98 de Jaime Hellman : Vivian Porter
- 2000 : Family Man de Brett Ratner : Evelyn Thompson
- 2002 : 7 jours et une vie de Stephen Herek : Gwen

### Télévision

#### Séries télévisées
- 1996 : The Client (saison 1, épisode 15) : Lauren
- 1996 : Savannah : Inspecteur Sheila Madsen
  - (saison 2, épisode 3 : Les Bijoux de famille)
  - (saison 2, épisode 4 : Photos compromettantes)
- 1997 : Le Drew Carey Show (saison 2, épisode 14) : Beth
- 1997 : Wings (saison 8, épisode 18) : Mme Burton
- 1997 : Chicago Hope : La Vie à tout prix (saison 3, épisode 23) : Joan Hart
- 1997 : Timecop (saison 1, épisode 3 : Stalker) : Rita Lake
- 1997 : Shining (The Shining) (3e épisode) : Rita Hayworth Lookalike
- 1997 : Fired Up (saison 2, épisode 8) : Kelly Jenkins
- 1998 : The Closer (saison 1, épisodes 2 / 10) : Dana / Vivica
- 1998 : Jesse (saison 1, épisode 1 : Le Nouveau Voisin) : Dana
- 1998-2000 : The Brian Benben Show (6 épisodes) : Tabitha Berkeley
- 1999 : Pour le meilleur... ? (saison 3, épisode 4) : Claudia
- 1999 : Ultime Recours (Vengeance Unlimited) (saison 1, épisode 10 : Vendetta) : Theresa Greco
- 1999 : Ally McBeal (saison 2, épisode 12 : Ne pas dépasser la dose prescrite) : Kimberly Goodman
- 1999 : Beverly Hills 90210 (saison 10, épisode 5 : Ambiance famille) : Karen Lewis
- 2000 : Secret Agent Man (saison 1, épisode 7) : Tala
- 2000 : Diagnostic : Meurtre (Diagnosis Murder) (saison 8, épisode 6 : Un amour de jeunesse) : Stacy Bradshaw
- 2000-2001 : La Loi du fugitif (18 Wheels of Justice) (45 épisodes) : Cie Baxter
- 2001 : Star Trek: Enterprise (saison 1, épisode 5) : Alien femelle (non-créditée)
- 2001 : Friends (saison 8, épisode 4 : Celui qui avait fait une vidéo) : Kristen
- 2002 : Preuve à l'appui (Crossing Jordan) (saison 2, épisode 9 : Sous le sceau du secret) : Melissa Tate
- 2003 : Spy Girls (She Spies) (saison 1, épisode 15 : PDG en danger!) : Peggy
- 2003 : Charmed (saison 5, épisode 22 : Le Choc des titans (1/2)) : Meta
- 2003 : Monk (saison 2, épisode 8 : Monk et le play-boy) : Noelle Winters
- 2003-2004 : Frasier (saison 11, épisodes 10 & 13) : Caroline
- 2004 : Division d'élite (The Division) (saison 4, épisode 3 : Le Bon Choix) : Jane Lance
- 2004 : Les Experts (CSI: Crime Scene Investigation) (saison 5, épisode 13 : Les Poupées russes) : Chloe Daniels
- 2004-2006 : Veronica Mars (11 épisodes) : Celeste Kane
- 2005 : Les Experts : Miami (saison 4, épisode 5) : Felicia Hardy
- 2005 : The Inside : Dans la tête des tueurs (The Inside) (saison 1, épisode 8 : Instinct maternel) : Lydia Osterland
- 2006 : Murder 101 (saison 1, épisode 1) : Dr Louise Raymond
- 2006 : La Guerre à la maison (saison 1, épisode 17) : Rebecca
- 2006 : Bones (saison 2, épisode 7 : Reine de beauté) : Kristen Mitchell
- 2007 : Shark (saison 2, épisode 6) : Stephanie Downing
- 2008 : Weeds (saison 4, épisode 4 : Sincères condoléances) : Katie Thatcher
- 2011 : Southland (saison 3, épisode 5) : Katherine Wellington
- 2011 : La loi selon Harry (saison 2, épisode 7) : Spécialiste
- 2015 : Switched (saison 4, épisode 12) : mère de Sadie
- 2016 : Major Crimes (saison 5, épisode 11) : Jennifer Edwards

#### Téléfilms
- 1995 : Le feu du secret (Her Hidden Truth) de Dan Lerner : Jean Calhoun
- 2018 : Baby-blues mortel (The Perfect One) de Nick Everhart : Bianca
- 2020 : Un mensonge en héritage (Secrets That Kill) de Danny J. Boyle : Maria

## Voix françaises
En France, Ninou Fratellini, est la voix française régulière de Lisa Thornhill. Juliette Degenne l'a également doublée à trois reprises. 
En France
| - Ninou Fratellini, dans (les séries télévisées) : - La Loi du fugitif - Friends - Preuve à l'appui - Charmed - Monk - Veronica Mars - Murder 101 - Bones - Shark - Juliette Degenne dans : - Family Man - 7 jours et une vie - Major Crimes (série télévisée) | et aussi - Laurence Mongeaud dans The Inside : Dans la tête des tueurs (série télévisée) - Françoise Vallon dans Les Experts (série télévisée) - Céline Duhamel dans La Guerre à la maison (série télévisée) - Françoise Pavy dans Weeds (série télévisée) - Martine Irzenski dans Southland (série télévisée) |